# Skrzyński Hrabia
Skrzyński Hrabia – polski herb szlachecki, hrabiowska odmiana herbu Zaremba, nadana w Austrii.

## Opis herbu
Opis zgodnie z klasycznymi zasadami blazonowania:
Tarcza dwudzielna blankami w pas, w polu I czerwonym pół lwa wspiętego, czarnego, w polu II srebrnym trzy kamienie złote, dwa nad jednym. Nad tarczą korona hrabiowska. Nad nią dwa hełmy z klejnotami: pół lwa w ukłonie heraldycznym, jak w tarczy. Labry czerwone podbite złotem.

## Najwcześniejsze wzmianki
Nadanie tytułu hrabiowskiego (graf von) Adamowi Skrzyńskiemu 14 stycznia 1895 w Austrii. Podstawą nadania był patent szlachecki z 1775 roku.

## Herbowni
Jedna rodzina herbownych (herb własny):
graf von Skrzyński.